# Nefrektomija
Nefrektomija je kirurški zahvat kojim se uklanja bubreg.
Nefrektomija se radi kod različitih bolesti kao što su tumor bubrega ili kod transplantacije bubrega.
Prvu uspješnu nefrektomiju izveo je njemački kirurg Gustav Simon 2. kolovoza 1869. u Heidelbergu.